# Pellenes bonus
Pellenes bonus es una especie de araña saltarina del género Pellenes, familia Salticidae. Fue descrita científicamente por Logunov, Marusik, Rakov en 1999.
Habita en Azerbaiyán y Turkmenistán.